# Irena Suchorzewska
Irena Suchorzewska (ur. 2 maja 1913 w Warszawie, zm. 9 grudnia 2003) – polska pisarka i poetka, autorka utworów dziecięcych, bibliotekarka, psycholog, fotografik. Była m.in. autorką popularnego wiersza Mam trzy lata.

## Życiorys
Przed II wojną światową ukończyła w Warszawie studia z psychologii wychowawczej. W maju 1945 zamieszkała w Sopocie i podjęła pracę w Bibliotece Miejskiej. Kwalifikacje zawodowe podniosła na studiach bibliotekarskich, po ukończeniu których przeszła do Biblioteki Wojewódzkiej w Gdańsku. W placówce tej przyczyniła się do powstania Ośrodka Metodycznego Czytelnictwa Dziecięcego, który niebawem stał się wzorcem dla podobnych obiektów w kraju. Wykorzystując wiedzę wyniesioną ze swoich pierwotnych studiów, organizowała liczne kursy i seminaria dla bibliotekarzy z zakresu psychologii wychowawczej, pracy z czytelnikiem dziecięcym w bibliotekach publicznych, znajomości literatury dziecięcej.
Jednocześnie sama pisała utwory dla dzieci, publikowane przeważnie w czasopismach dziecięcych i podręcznikach. Powstał m.in. znany głównie wśród przedszkolaków wiersz Mam trzy lata. Poza utworami zamieszczanymi w wydawnictwach zbiorowych i antologiach Suchorzewska była autorką książek: Mam trzy lata (Warszawa 1984), Dyrdymałki i inne wiersze (Warszawa 1988), Halo, Babusiu (Warszawa 1991), Kiedy babcia była mała (Warszawa 1991), Co się stało? (Warszawa 1996), Cisza (Kraków 2003), Mam trzy lata i inne wiersze (Warszawa 2003), Chwalipięta (Warszawa 2004). W dorobku miała też słuchowiska dla dzieci, pisane przy współpracy z Polskim Radiem i Ośrodkiem Telewizji Polskiej w Gdańsku. Wanda Grodzieńska, redaktor naczelna „Świerszczyka”, określała twórczość Suchorzewskiej jako „czystą lirykę dziecięcą”.
Irena Suchorzewska była pasjonatką fotografii. Jeszcze przed wojną współpracowała z miesięcznikiem „Pani Domu” i prezentowała swoje prace w salonie firmy fotograficznej „Alfa” przy ulicy Mazowieckiej w Warszawie. Od 1952 należała do Związku Polskich Artystów Fotografików i wystawiała prace w Galerii Fotografii w Gdańsku.
Była członkinią Stowarzyszenia Autorów Polskich oraz Sopockiego Klubu Pisarzy i Przyjaciół Książki im. Jerzego Tomaszkiewicza „Brodwino”. Za pracę literacką i zawodową otrzymywała nagrody i odznaczenia. Zmarła 9 grudnia 2003, pochowana została na cmentarzu komunalnym w Sopocie (kwatera M-3-9b). 
Imię Ireny Suchorzewskiej nadano Filii nr 6 Biblioteki Miejskiej w Sopocie.

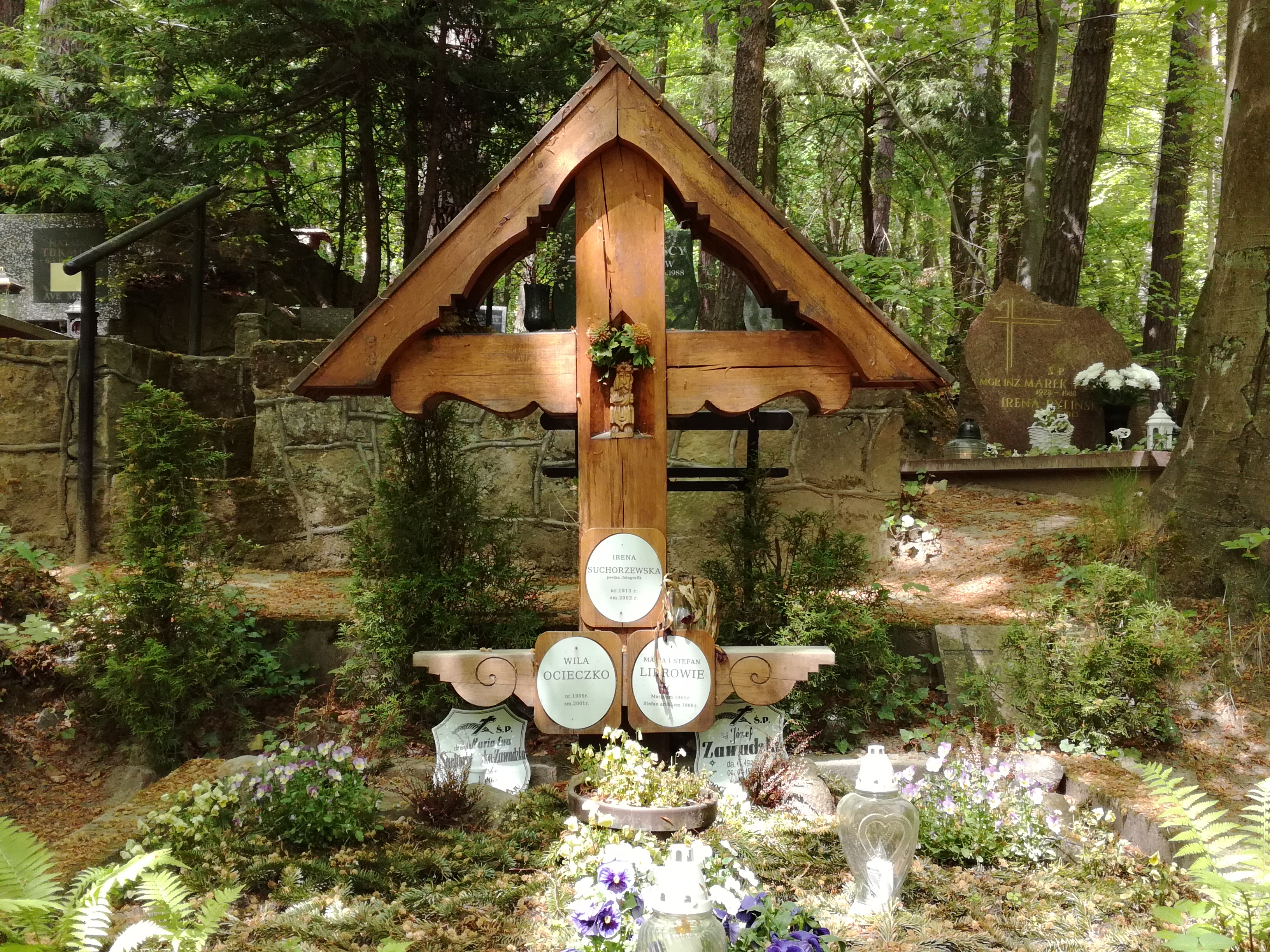
Grób Ireny Suchorzewskiej na cmentarzu komunalnym w Sopocie